# Margarida Carpinteiro
Margarida Maria Martins Carpinteiro (Lisbona, 16 giugno 1943) è un'attrice, scrittrice e cantante portoghese.
Ha interpretato Graciete Silva nella telenovela Legàmi.

## Biografia
Laureata in filologia romanza presso l'Università di Lisbona, sin da giovane si è appassionata alla recitazione, diventando prima come attrice teatrale e successivamente interprete cinematografica. Nel 1973 ha debuttato sullo schermo, diretta da Luís Galvão Teles nel cortometraggio A Rapariga dos Fósforos; contemporaneamente è statapresente nella compagnia del Teatro da Cornucópia di Lisbona, lavorando con Luís Miguel Cintra, Jorge Silva Melo, Filipe La Féria e Orlando Costa.
Negli anni seguenti si è dedicata principalmente alla carriera televisiva nel suo Paese, in telenovelas di successo come Legàmi e Filhos do Vento.
Ha pubblicato alcuni libri e inciso tre album.

## Riconoscimenti
Nel 2012 le è stato assegnato il premio come miglior attrice non protagonista al Coimbra Caminhos do Cinema Português per Assim Assim, diretto da Sérgio Graciano

## Opere letterarie
- Um animal desconhecido
- Un navio na gaveta